# Ioann Sucharjew

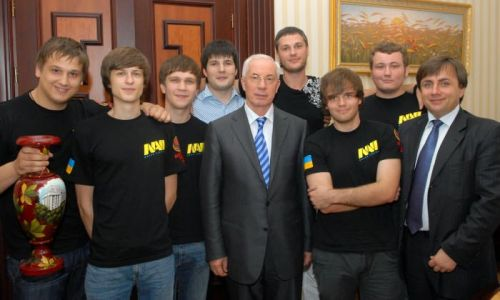
Das Natus Vincere-Team mit Ministerpräsident Mykola Asarow 2010. Sucharjew zweiter von rechts.

Ioann „Edward“ Sucharjew (auch Sukhariev, ukrainisch Іоанн Сухарєв; * 28. Dezember 1987 in Charkiw, Ukrainische SSR) ist ein ehemaliger ukrainischer Counter-Strike-Spieler. Er spielte für die ukrainische Organisation Natus Vincere das Spiel Counter-Strike: Global Offensive. Bis 2012 spielte er Counter-Strike 1.6. Sucharjew ist einer der bekanntesten Spieler der Counter-Strike-Szene und gilt mit mehr als 50 gewonnenen 1 vs. 2-Situationen als einer der weltweit besten Clutch-Spieler.

## Werdegang
Sucharjew trat erstmals 2001 mit dem Team Cybercity in Erscheinung, mit welchem er auf kleineren Veranstaltungen in der Region Charkiw erste Erfolge feierte. Von 2004 bis 2007 spielte Edward für pro100. Mit diesem Team repräsentierte der Ukrainer sein Land auf den World Cyber Games 2005 und 2006. Im August 2007 wechselte Sucharjew zusammen mit Danylo „Zeus“ Teslenko zur russischen Organisation Virtus.pro. Größter Erfolg unter VP war der Sieg auf dem Intel Challenge Cup 2007 in Moskau. Auf diesem mit internationalen Mannschaften, wie Made in Brazil oder Alternate aTTaX, besetzten Turnier konnte sein Team 20.000 US-Dollar Preisgeld gewinnen.
Nach dem Beitritt zu einem Team, welches sich ab Februar 2010 Natus Vincere nannte, gelang Sucharjew der Sprung zur Weltspitze. Sein neues Team erreichte im Jahr 2010 drei Siege auf den etablierten Wettbewerben ESL Intel Extreme Masters, Electronic Sports World Cup und World Cyber Games. Kein anderes Team konnte diese drei als Weltmeisterschaften angesehenen Wettbewerbe in einem Jahr gewinnen. Von der Seite HLTV.org wurde Edward zum fünftbesten CS-Spieler des Jahres 2010 gewählt. Natus Vincere blieb mit Sucharjew bis zum Ende von Counter-Strike 1.6 einer der besten E-Sport-Teams dieser Disziplin. Das Team gewann 2011 die World Championship und 2012 das Kiever Turnier der ESL Intel Extreme Masters.
| Zusammensetzung von pro100 auf den WCG 2005 | Zusammensetzung des Virtus.pro-Lineups (2007–2008) |
| ------------------------------------------- | -------------------------------------------------- |
| Ioann „Edward“ Sucharjew                    | Ioann „Edward“ Sucharjew                           |
| Danylo „Zeus“ Teslenko                      | Danylo „Zeus“ Teslenko                             |
| Yevgeny „KEKC“ Petrukhno                    | Alex „Lex“ Kolesnikov                              |
| Dmitry „raz0r“ Petrukhno                    | Roman „ROMJkE“ Makarov                             |
| Mikhail „Kane“ Blagin                       | Viktor „Sally“ Filimonchenko                       |

Sucharjew wechselte Ende 2012 mit seinem Team auf das neue Spiel Counter-Strike: Global Offensive. In den noch mit wenig Preisgeld dotierten Turnieren des Jahres 2013 musste sich Natus Vincere unter anderem dem zu diesem Zeitpunkt dominanten Ninjas in Pyjamas geschlagen geben. Im Juli 2013 trat Edward den Astana Dragons bei. Mit diesem Team erreichte Sucharjew bis zur Trennung von diesem Team im November 2013 den zweiten Platz auf der siebenten Ausgabe der SLTV StarSeries und den dritten Platz auf dem Electronic Sports World Cup 2013.
Im Dezember 2013 wurde Ioann „Edward“ Sucharjew zusammen mit dem Slowaken Ladislav „GuardiaN“ Kovács wieder bei Natus Vincere aufgenommen. Im Jahr 2014 gewann Edward mit Na'Vi die neunten Finals der SLTV StarSeries und die erste Ausgabe der Game Show CS:GO League. Auch auf den Major-Turnieren steigerte sich Natus Vincere im Verlaufe des Jahres. Auf dem letzten Major 2014, der DreamHack Winter 2014 durfte sich Sucharjew über den Halbfinaleinzug seines Teams freuen. Nachdem Jegor „flamie“ Wassiljew am 10. April 2015 das Team infolge des Übertritts von Sergey „starix“ Ischuk von der Rolle des Spielers zur Trainerrolle ergänzte, erreichte Natus Vincere weitere Erfolge. Sucharjew und sein Team gewannen bis zum Herbst 2015 die ESL Pro League Winter 2014/15, den Electronic Sports World Cup 2015 und die 13. Finals der SLTV StarSeries.
In den beiden letzten Monaten des Jahres 2015 erreichte Edward drei weitere große Erfolge. Neben dem Sieg auf der IEM X - San Jose, erreichte Na'Vi das Finale des Majors DreamHack Cluj-Napoca 2015 und das Finale der ESL ESEA Pro League Season 2. Allein diese drei Turniere bescherten dem Ukrainer ein persönliches Preisgeld von mehr als 30.000 US-Dollar. Auf der DreamHack Cluj-Napoca 2015 wurde Edward neben Spielern wie Christopher „GeT_RiGhT“ Alesund und Wiktor „TaZ“ Wojtas von Valve interviewt. 2023 beendete er seine Karriere.
| Zusammensetzung von Natus Vincere von 2009 bis 2013 | Astana Dragons (Juli - November 2013) | Zusammensetzung Natus Vincere 2019 unter Coach: Mychaylom „Kane“ Blahynm |
| --------------------------------------------------- | ------------------------------------- | ------------------------------------------------------------------------ |
| Ioann „Edward“ Sucharjew                            | Ioann „Edward“ Sucharjew              | Ioann „Edward“ Sucharjew                                                 |
| Danylo „Zeus“ Teslenko                              | Yegor „markeloff“ Markelov            | Denis „electronic“ Scharipow                                             |
| Sergey „starix“ Ischuk                              | Dauren „AdreN“ Kystaubayev            | Olexander „s1mple“ Kostyliw                                              |
| Arseny „ceh9“ Trynozhenko                           | Kiril „ANGE1“ Karasiow                | Danylo „Zeus“ Teslenko                                                   |
| Yegor „Markeloff“ Markelov                          | Mihai „Dosia“ Stolyarov               | Jegor „flamie“ Wassiljew                                                 |

## Erfolge (Auszug)
Dies ist ein Ausschnitt der Erfolge von Ioann „Edward“ Sucharjew. Da Counter-Strike in Wettkämpfen stets in Fünfer-Teams gespielt wird, beträgt das persönliche Preisgeld ein Fünftel des gewonnenen Gesamtpreisgeldes des Teams.
| Jahr                             | Platz              | Turnier                                      | Team               | Persönliches Preisgeld |
| Counter-Strike 1.6               | Counter-Strike 1.6 | Counter-Strike 1.6                           | Counter-Strike 1.6 | Counter-Strike 1.6     |
| -------------------------------- | ------------------ | -------------------------------------------- | ------------------ | ---------------------- |
| 2006                             | 2.                 | ASUS Summer 2006                             | pro100             | 40.000 р.              |
| 2007                             | 1.                 | Intel Challenge Cup 2007                     | Virtus.pro         | 04.000 $               |
| 2010                             | 1.                 | Arbalet Cup Asia 2010                        | Arbalet UA         | 02.000 $               |
| 2010                             | 1.                 | IEM IV - World Championship                  | Natus Vincere      | 10.000 $               |
| 2010                             | 1.                 | Arbalet Cup Best of Four 2010                | Natus Vincere      | 02.400 $               |
| 2010                             | 2.                 | Arbalet Cup Europe 2010                      | Natus Vincere      | 02.000 $               |
| 2010                             | 1.                 | Electronic Sports World Cup 2010             | Natus Vincere      | 07.200 $               |
| 2010                             | 1.                 | Arbalet Cup Dallas 2010                      | Natus Vincere      | 05.000 $               |
| 2010                             | 1.                 | World Cyber Games 2010                       | Natus Vincere      | 05.000 $               |
| 2010                             | 1.                 | DreamHack Winter 2010                        | Natus Vincere      | 20.000 SEK             |
| 2011                             | 1.                 | IEM V - World Championship                   | Natus Vincere      | 07.000 $               |
| 2011                             | 2.                 | WCG 2011 Samsung Euro Championship           | Natus Vincere      | 02.000 $               |
| 2012                             | 1.                 | IEM VI - Kiev                                | Natus Vincere      | 03.200 $               |
| 2012                             | 2.                 | IEM VI - World Championship                  | Natus Vincere      | 04.000 $               |
| 2012                             | 1.                 | TECHLABS Cup Moscow 2012                     | Natus Vincere      | 02.000 $               |
| Counter Strike: Global Offensive |                    |                                              |                    |                        |
| 2014                             | 1.                 | SLTV StarSeries Season IX                    | Natus Vincere      | 02.800 $               |
| 2014                             | 5. – 8.            | ESL One Cologne 2014                         | Natus Vincere      | 02.000 $               |
| 2014                             | 1.                 | Game Show CS:GO League Season 1              | Natus Vincere      | 02.400 $               |
| 2014                             | 3. – 4.            | DreamHack Winter 2014                        | Natus Vincere      | 04.400 $               |
| 2015                             | 5. – 8.            | ESL One Katowice 2015                        | Natus Vincere      | 02.000 $               |
| 2015                             | 1.                 | ESL Pro League Winter 2014/15                | Natus Vincere      | 03.000 $               |
| 2015                             | 3.                 | Fragbite Masters Season 4                    | Natus Vincere      | 18.000 SEK             |
| 2015                             | 1.                 | SLTV StarSeries Season XIII                  | Natus Vincere      | 04.400 $               |
| 2015                             | 1.                 | ESWC Montréal 2015                           | Natus Vincere      | 06.000 $               |
| 2015                             | 3. – 4.            | FACEIT League 2015 Stage 2                   | Natus Vincere      | 02.000 $               |
| 2015                             | 2.                 | CEVO Pro Season 7                            | Natus Vincere      | 03.000 $               |
| 2015                             | 2.                 | DreamHack Cluj-Napoca 2015                   | Natus Vincere      | 10.000 $               |
| 2015                             | 3.                 | ESL ESEA Pro League Season 2 EU Division     | Natus Vincere      | 03.000 $               |
| 2015                             | 1.                 | IEM X - San Jose                             | Natus Vincere      | 11.250 $               |
| 2015                             | 2.                 | ESL ESEA Pro League Season 2 Finals          | Natus Vincere      | 12.000 $               |
| 2016                             | 2.                 | SL i League StarSeries XVI Finals            | Natus Vincere      | 08.000 $               |
| 2016                             | 1.                 | DreamHack Zowie Open Leipzig 2016            | Natus Vincere      | 10.000 $               |
| 2016                             | 3. – 4.            | IEM X - World Championship                   | Natus Vincere      | 04.600 $               |
| 2016                             | 1.                 | Counter Pit League Season 2                  | Natus Vincere      | 08.000 $               |
| 2016                             | 2.                 | MLG Major Championship: Columbus 2016        | Natus Vincere      | 30.000 $               |
| 2016                             | 2.                 | DreamHack Masters Malmö 2016                 | Natus Vincere      | 10.000 $               |
| 2016                             | 5.                 | ESL Pro League Season 3 EU Division          | Natus Vincere      | 05.400 $               |
| 2016                             | 2.                 | Star Ladder i-League Invitational            | Natus Vincere      | 04.000 $               |
| 2016                             | 5. – 8.            | ESL One Cologne 2016                         | Natus Vincere      | 07.000 $               |
| 2016                             | 3. – 4.            | Eleague Season 1                             | Natus Vincere      | 12.000 $               |
| 2016                             | 1.                 | ESL One New York 2016                        | Natus Vincere      | 25.000 $               |
| 2016                             | 3. – 4.            | EPICENTER 2016 - Finals                      | Natus Vincere      | 08.000 $               |
| 2017                             | 5. – 8.            | Eleague Major: Atlanta 2017                  | Natus Vincere      | 07.000 $               |
| 2017                             | 5. – 8.            | DreamHack Masters Las Vegas 2017             | Natus Vincere      | 03.000 $               |
| 2017                             | 3. – 4.            | Star Ladder i-League Invitational - Season 3 | Natus Vincere      | 05.000 $               |
| 2017                             | 2.                 | Adrenaline Cyber League 2017                 | Natus Vincere      | 05.000 $               |
| 2017                             | 3. – 4.            | ESL One Cologne 2017                         | Natus Vincere      | 04.000 $               |
| 2017                             | 1.                 | DreamHack Winter 2017                        | Natus Vincere      | 10.000 $               |
| 2018                             | 3. – 4.            | Eleague Major: Boston 2018                   | Natus Vincere      | 14.000 $               |
| 2018                             | 2.                 | Star Ladder & i-League StarSeries Season 4   | Natus Vincere      | 10.000 $               |
| 2018                             | 1.                 | Star Ladder & i-League StarSeries Season 5   | Natus Vincere      | 25.000 $               |
| 2018                             | 1.                 | CS:GO Asia Championships 2018                | Natus Vincere      | 30.000 $               |
| 2018                             | 1.                 | ESL One Cologne 2018                         | Natus Vincere      | 25.000 $               |
| 2018                             | 2.                 | Faceit Major: London 2018                    | Natus Vincere      | 30.000 $               |
| 2018                             | 1.                 | Blast Pro Series: Copenhagen 2018            | Natus Vincere      | 25.000 $               |
| 2019                             | 3. – 4.            | IEM Major: Katowice 2019                     | Natus Vincere      | 14.000 $               |
| 2019                             | 1.                 | StarSeries & i-League CS:GO Season 7         | Natus Vincere      | 50.000 $               |

## Auszeichnungen
- 5. Platz im HLTV.org-Ranking der Besten 20 CS-Spieler des Jahres 2010[12]
- 15. Platz im HLTV.org-Ranking der Besten 20 CS-Spieler des Jahres 2011[13]
- 16. Platz im HLTV.org-Ranking der Besten 20 CS:GO-Spieler des Jahres 2013[14]